# Untergiesing-Harlaching

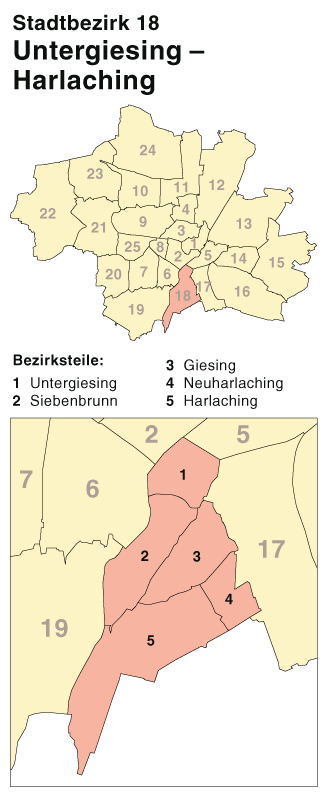
Bezirksteile

Untergiesing-Harlaching ist der Stadtbezirk 18 der bayerischen Landeshauptstadt München.
Die einst klar gezogenen sozialen Grenzen zwischen Alt-Harlaching mit großbürgerlichen Schichten, Neuharlaching mit unteren und mittleren Sozialschichten sowie Untergiesing als klassischem Arbeiterviertel verlieren zusehends an Kontur. Insgesamt hat der Bezirk eine hohe Zahl qualifizierter Erwerbstätiger aufzuweisen. Die Altersverteilung deutet auf eine drohende Überalterung hin.

## Lage

### Untergiesing
Der Stadtteil Untergiesing wird im Nordwesten vom östlichen Isarufer und dem Stadtbezirk Au-Haidhausen entlang der Humboldtstraße begrenzt. Gen Nordosten und Osten führt die Grenze zum Stadtbezirk Obergiesing-Fasangarten den Giesinger Berg und die Martin-Luther-Straße entlang, um dann Richtung Südosten entlang der Tegernseer Landstraße bis zum St.-Quirin-Platz zu führen. Dort macht die Bezirksgrenze einen Knick entlang der Soyerhofstraße, um dann am Mangfallplatz über die Peter-Auzinger-Straße wieder in die Tegernseer Landstraße überzugehen. Beim Übergang der Tegernseer Landstraße in die A 995 verläuft die Grenze weiter Richtung Südwesten, entlang der Nordkante des Perlacher Forstes. An der Eichthalstraße geht Untergiesing in Harlaching über.

### Harlaching

Der Großteil des Stadtbezirks auf einer Karte von 1858

Der Stadtteil Harlaching liegt im Südosten von München auf der Hochterrasse des rechten Isarufers, von dem es nach Westen zu begrenzt wird. Nach Süden endet es an der Stadtgrenze zu Grünwald. Im Südosten verläuft die Stadtgrenze entlang des Waldrandes des zwischen München, Grünwald und Unterhaching und Deisenhofen liegenden, gemeindefreien Perlacher Forstes. Nach Nordosten und Norden grenzt Harlaching an den Stadtteil Untergiesing, mit dem zusammen es den Stadtbezirk 18 Untergiesing-Harlaching bildet. Der Bezirk 18 umfasst auch die östlichen Isar- und Flaucheranlagen unterhalb der Hangkante an der Grenze zu Thalkirchen, die besonders seit der Renaturierung der Isar in diesem Abschnitt gemeinsam mit dem Tierpark Hellabrunn eine wichtige Freizeit- und Erholungsfunktion für die Stadt erfüllen.

## Geschichte

### Untergiesing

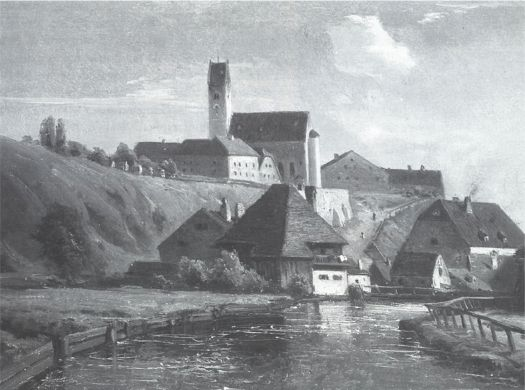
Historischer Blick auf die Anhöhe Giesing und den Auer Mühlbach

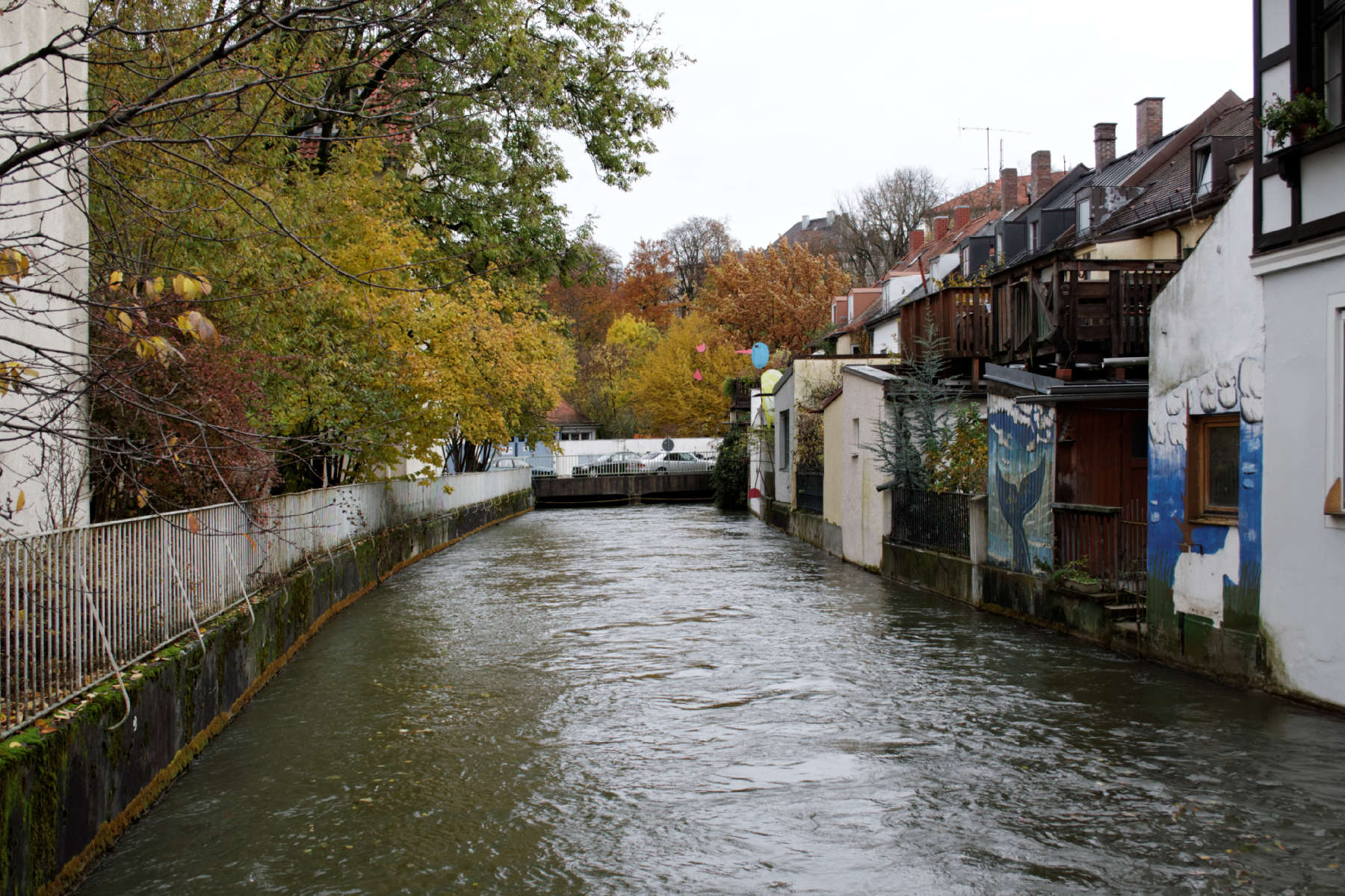
Auer Mühlbach heute

Untergiesing entstand im Gegensatz zu Obergiesing zum größten Teil erst im 19. und 20. Jahrhundert. Vorher war seit dem 15. Jahrhundert nur der Auwald, die Lohe, besiedelt, außerdem gab es einzelne Bauwerke, vor allem Mühlen, entlang des Auer Mühlbachs. Die älteste schriftlich belegte Mühle war die Bäcker-Kunstmühle unterhalb des heutigen Grünwalder Stadions an der Stelle des heutigen Kraftwerks Bäckermühle, die 957 erstmals in einer Urkunde erwähnt wurde, in welcher der Edle Wolftregil die Mühle zu Kiesingenum (Giesing) samt dazugehörigen Grundbesitz dem Bischof von Freising übertrug.
Bis zur Neugliederung der Münchner Stadtbezirke von 1909 waren Unter- und Obergiesing eine Einheit und bildeten die Landgemeinde Giesing. Zuvor war der Name Untergiesing für die Siedlung unterhalb des Nockherbergs gebräuchlich, die vor der Eingemeindung nach München zur Gemeinde Au gehört hat.
Die für Untergiesing früher charakteristischen kleinen Herbergen (Arbeiterwohnungen) finden sich vereinzelt noch in der Pilgersheimer Straße, benannt nach dem 1784 vom Hofbankier Franz Anton Pilgram erbauten Schlösschen Pilgramsheim. Hier befand sich auch die Mayersche Lederfabrik. 1808 gegründet und 1930 abgebrochen, war sie der erste industrielle Großbetrieb Giesings. Heute liegt dort die 1930/31 im Stil der Neuen Sachlichkeit erbaute Wohnsiedlung der Münchner Siedlungsbau.

### Harlaching

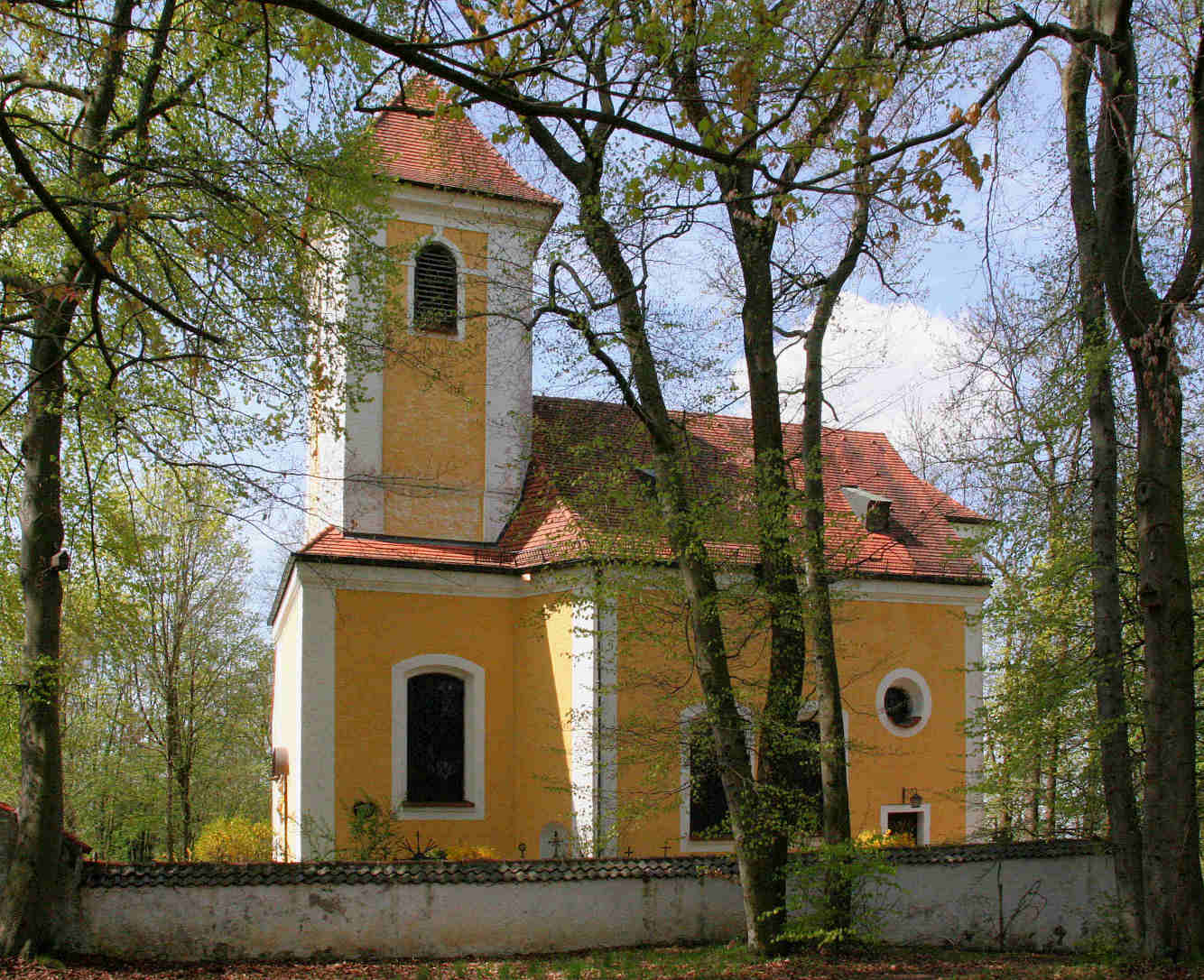
Das St.-Anna-Kircherl, Ansicht von Norden

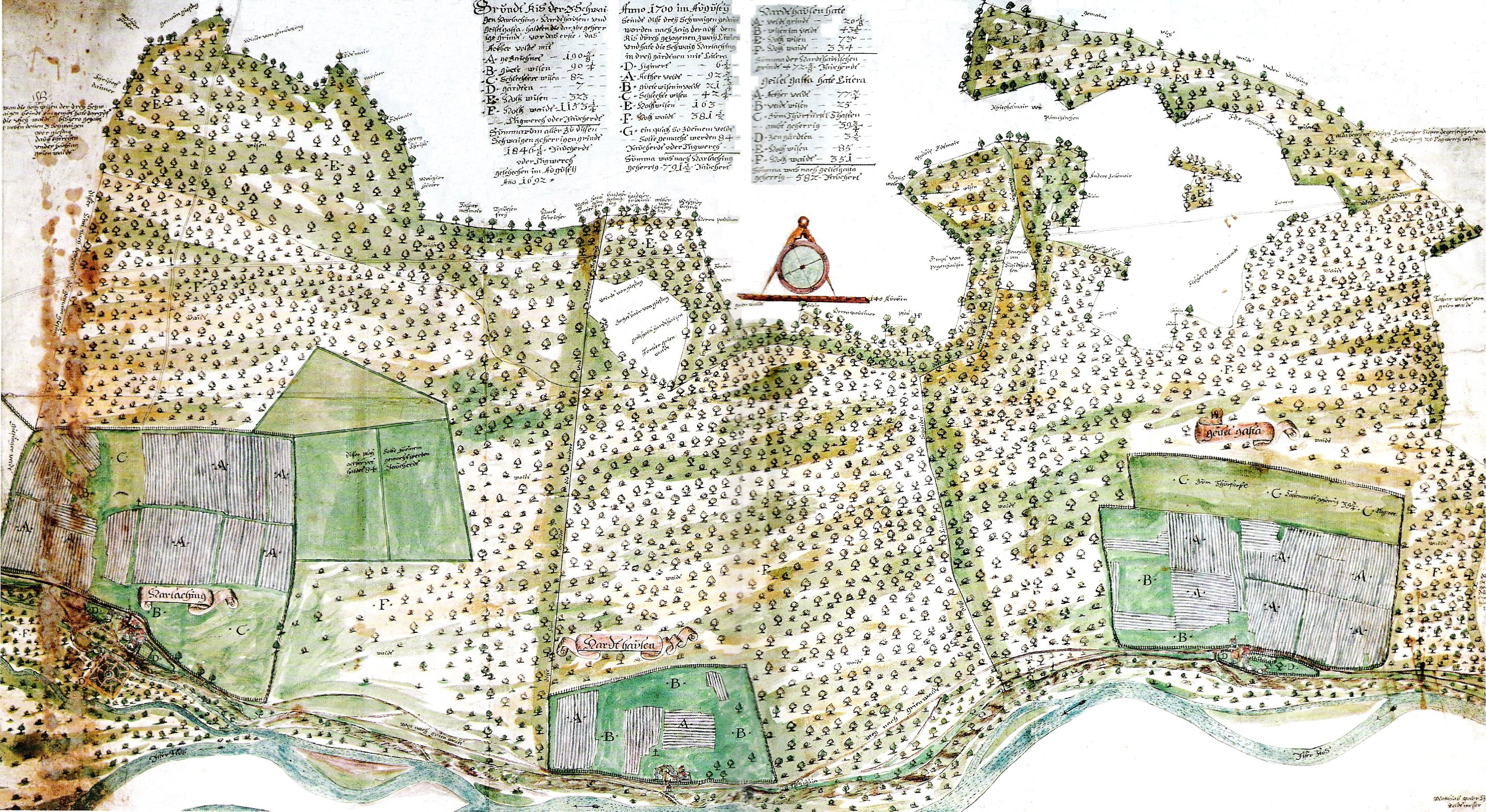
Karte von Harlaching, 1700, Mattias Paur

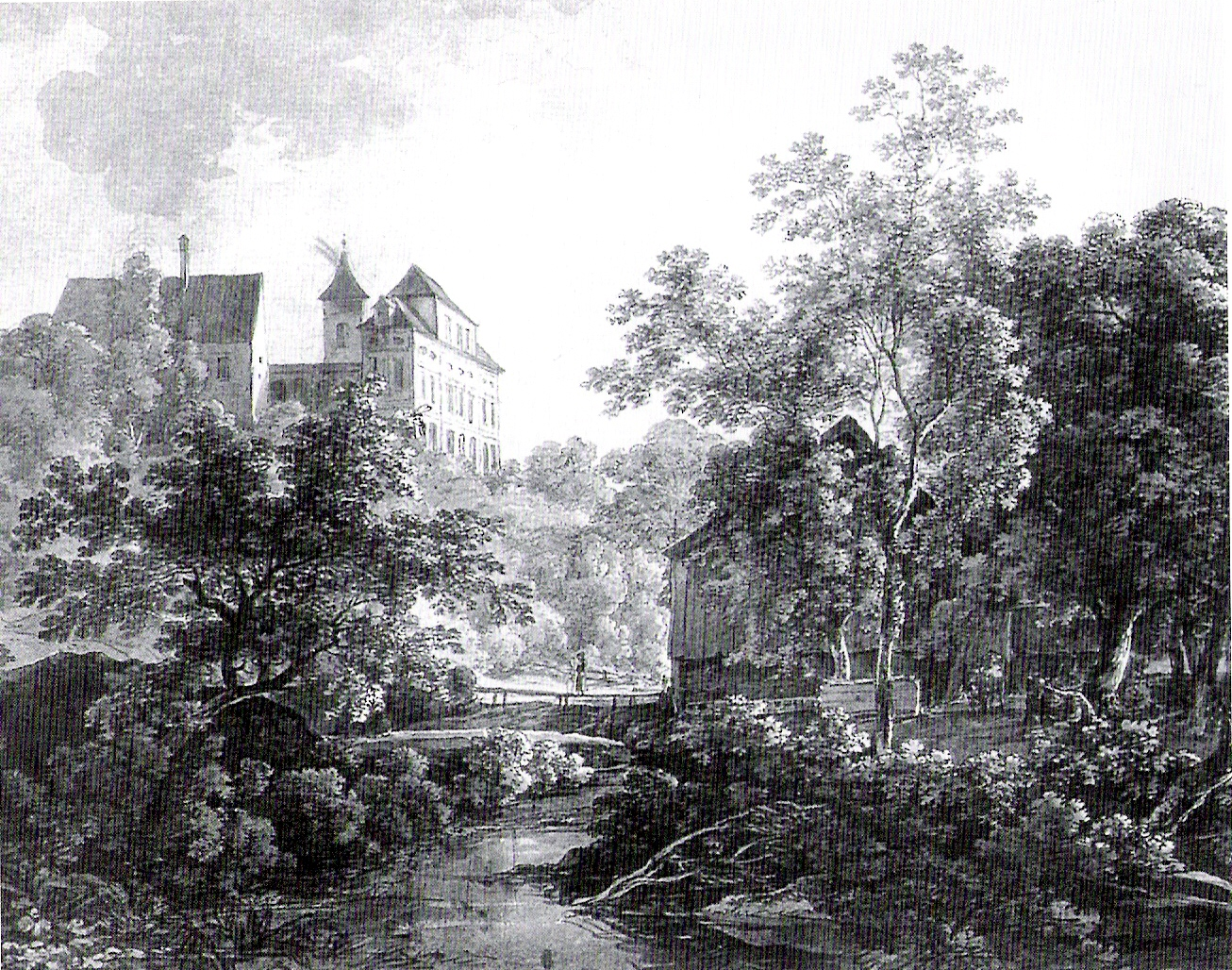
Das Schloss Harlaching in einer Darstellung von Johann Georg von Dillis, ca. 1790

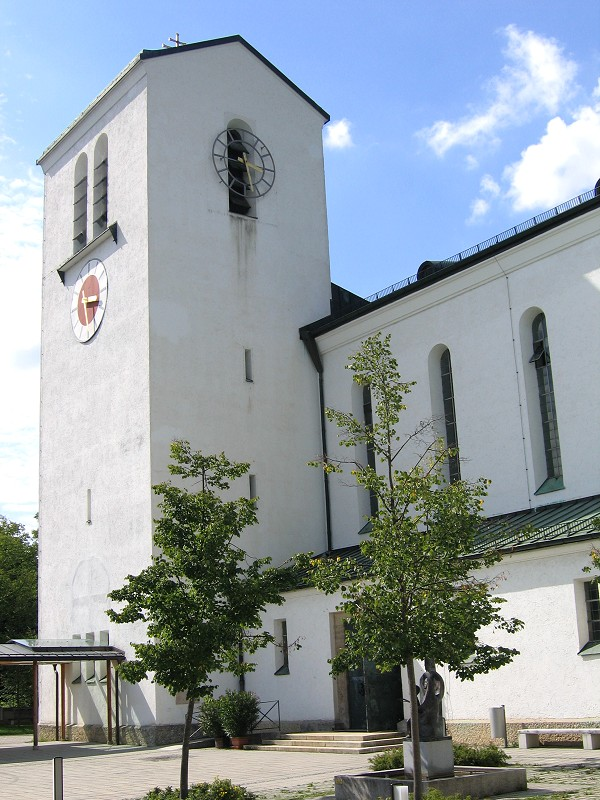
Pfarrkirche Hl. Familie

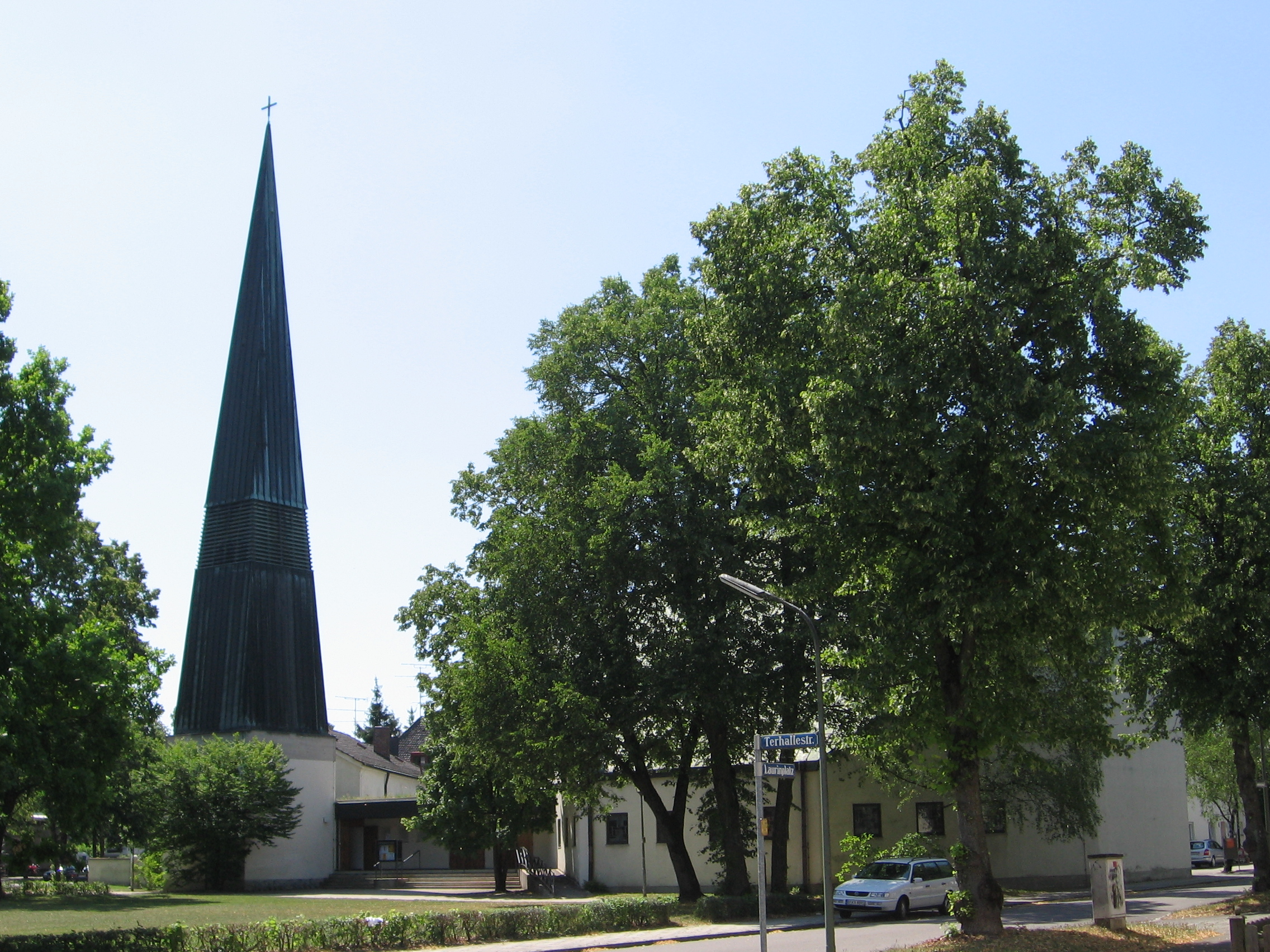
Der Turm der Emmauskirche

Auf dem Gebiet von Harlaching zeugen archäologische Funde von ersten menschlichen Siedlungen aus der Eisenzeit. Mehrere Grabfunde aus verschiedenen Epochen weisen auf eine dünne, aber anhaltende keltische Besiedlung hin. Die erste schriftliche Erwähnung des Ortes findet sich um 1150 als „Hadaleichingen“. Der Name deutet auf einen (erschlossenen) Personennamen „Hadaleih“. Es wird vermutet, dass um 600 ein germanischer Sippenchef die Ansiedlung gegründet oder übernommen hat, die seither seinen Namen trägt. Ein neuerer Ableitungsversuch bezieht sich auf die Bezeichnung „Harlachen“ für Waldlichtung und geht von der Annahme eines unechten „-ing“ Ortsnamens aus. Gegen diese These spricht allerdings die Tatsache, dass die früheste überlieferte Namensform nicht „Harlach-“, sondern „Hadaleih-“ lautet, mit den Varianten „Hadelaich-en“, „Hadelah-ingen“ und „Hadelich-ingen“.
Der alte Ortskern lag um das St.-Anna-Kircherl am Harlachinger Berg, das 1186 erstmals als zum Kloster Tegernsee gehörig schriftlich verbürgt ist. Die wenigen Häuser waren von Wäldern und Wiesen umgeben. In der Nähe der Kirche wurde später das Harlachinger Schloss errichtet, das 1796 abbrannte und heute nicht mehr existiert. Zur ersten Gemeindebildung mit Festlegung eines Patrimonialgerichtes kam es 1818 zusammen mit Geiselgasteig, Harthausen, Hellabrunn, Laufzorn, Siebenbrunn und Wörnbrunn. Später wurde Harlaching für kurze Zeit Teil der Gemeinde Giesing. Am 1. Oktober 1854 wurde das Gebiet mit etwa 50 Einwohnern und seinen schon damals beliebten Ausflugszielen wie der Menterschwaige nach München eingemeindet.
Ab etwa 1900 begann eine zunehmend rasante Bautätigkeit auf den ehemaligen landwirtschaftlichen Flächen. Zuerst entstand nach Plänen der Architekten Gabriel von Seidl und Max Littmann Anfang des 20. Jahrhunderts die auf dem Areal des früheren Schlosses errichtete Gartenstadt Harlaching, die bis heute ihren grünen Charakter bewahren konnte. Es folgte die Villenkolonie Menterschwaige desselben Unternehmens am Isarhochufer. 1910 wurde nach langen Verhandlungen mit der Gemeinde Grünwald und vielen Grundbesitzern die Tramlinie zwischen dem Stadtzentrum Münchens und dem Marktplatz von Grünwald als „Isartal-Außenlinie“ (heute Linie 25) eröffnet. Damit nahm die Beliebtheit von Wochenendausflügen ins Isartal zwischen Flaucher und Grünwald sprunghaft zu, und auch der Siedlungsdruck wuchs. 1911 wurde zudem in den Isarauen der Tierpark Hellabrunn eröffnet, der weitere Besucher anzog. Alt-Harlaching mit Menterschwaige ist heute ein aus der Gartenstadtidee entstandenes, weiträumiges und repräsentatives Villenviertel mit den höchsten Mietpreisen in München. In Neuharlaching nordwestlich von Alt-Harlaching begann die Erschließung um 1920 mit einfachen Eigenheimen und lockerer Bebauung mit oft gemeinnützigen Geschosswohnungen wie z. B. in der Flachsiedlung Neuharlaching. Als soziales Siedlungsprojekt der 20er Jahre wurde dort auch die „Reichs-Klein-Siedlung“ erstellt, in der Zeit des Nationalsozialismus folgte in deren Nähe die „Frontkämpfer-Siedlung“ für Teilnehmer des Ersten Weltkriegs und die „Alte-Kämpfer-Siedlung“ für Teilnehmer des Hitlerputsches von 1923. Auch wurden Wohnungen für Mitarbeiter der nahe gelegenen Reichszeugmeisterei der NSDAP errichtet. Nach 1945 wurde diese als Bestandteil der McGraw-Kaserne von der US-Army übernommen. Außerdem wurden in Teilen Altharlachings Häuser von der amerikanischen Armee beschlagnahmt, um dort Angehörige der Streitkräfte einzuquartieren, das Gebiet wurde eingezäunt und konnte nur noch an bewachten Übergängen betreten und verlassen werden. Erst 1954 erfolgte der Bau der US-amerikanischen Wohnsiedlung am Perlacher Forst („Ami-Siedlung“), und die Harlachinger Gebiete wurden vom Stacheldraht befreit. Seit 1956 fand jährlich in der Ami-Siedlung das von den US-Truppen ins Leben gerufene „Little Octoberfest“ statt, dessen Tradition auch nach Abzug der Truppen durch deutsche Schausteller bis 2005 weitergeführt wurde. In den Jahren 1959–1965 wurde das städtische Krankenhaus Harlaching auf einem mit alten Bäumen bestandenen Parkgelände des ehemaligen städtischen Sanatoriums erbaut. Dieses Krankenhaus ist mit allen notwendigen Abteilungen ausgestattet, um die ärztliche und medizinische Grundversorgung zu sichern. Es hat seit den 1970er Jahren den Status eines akademischen Lehrkrankenhauses und ist der größte Arbeitgeber im Stadtteil, der sonst vor allem Arbeitsplätze im Dienstleistungssektor bietet. Ebenso begann am städtischen Krankenhaus Harlaching mit der Stationierung des Rettungshubschraubers „Christoph 1“ durch den ADAC seit dem 1. November 1970 der erste Dauerbetrieb eines Rettungshubschraubers in Deutschland. Nach der deutschen Wiedervereinigung und dem Abzug der US-Army aus München erfolgte 1992 der Einzug verschiedener Dienststellen der Münchner Polizei in die ehemalige McGraw-Kaserne, die Wohnungen der Armeeangehörigen in der Ami-Siedlung wurden teilweise in Sozialwohnungen umgewandelt und zum anderen Teil in den freien Wohnungsmarkt entlassen. Die Bebauung Harlachings wird zunehmend dichter, besonders da seit den 70er Jahren viele Ein- und Zweifamilienhäuser abgerissen und durch Eigentumswohnanlagen ersetzt werden. Das städtebauliche Bild Neuharlachings ändert sich heute durch zahlreiche Neubauten, die Grenze zum ebenfalls zunehmend dichter bebauten Alt-Harlaching verwischt.
Das christlich-kirchliche Leben Harlachings spielt sich ab in drei katholischen Pfarreien und einer evangelischen Gemeinde. Das St.-Anna-Kircherl wurde als Filialkirche der katholischen Pfarrei Heilige Familie zugeschlagen, deren Kirche 1931 als erste „moderne“ Pfarrkirche Münchens eingeweiht wurde, 1945 folgte Maria Immaculata, in deren Pfarrgebiet die unten am Isarhang gelegene Marienklause liegt, und 1964 kam die Pfarrei St. Helena an der Grenze zu Obergiesing hinzu. Die evangelische Emmausgemeinde wurde 1940 gegründet.

## Vereinsleben und soziale Aktivität

### Bürgerinitiative „Mehr Platz zum Leben“

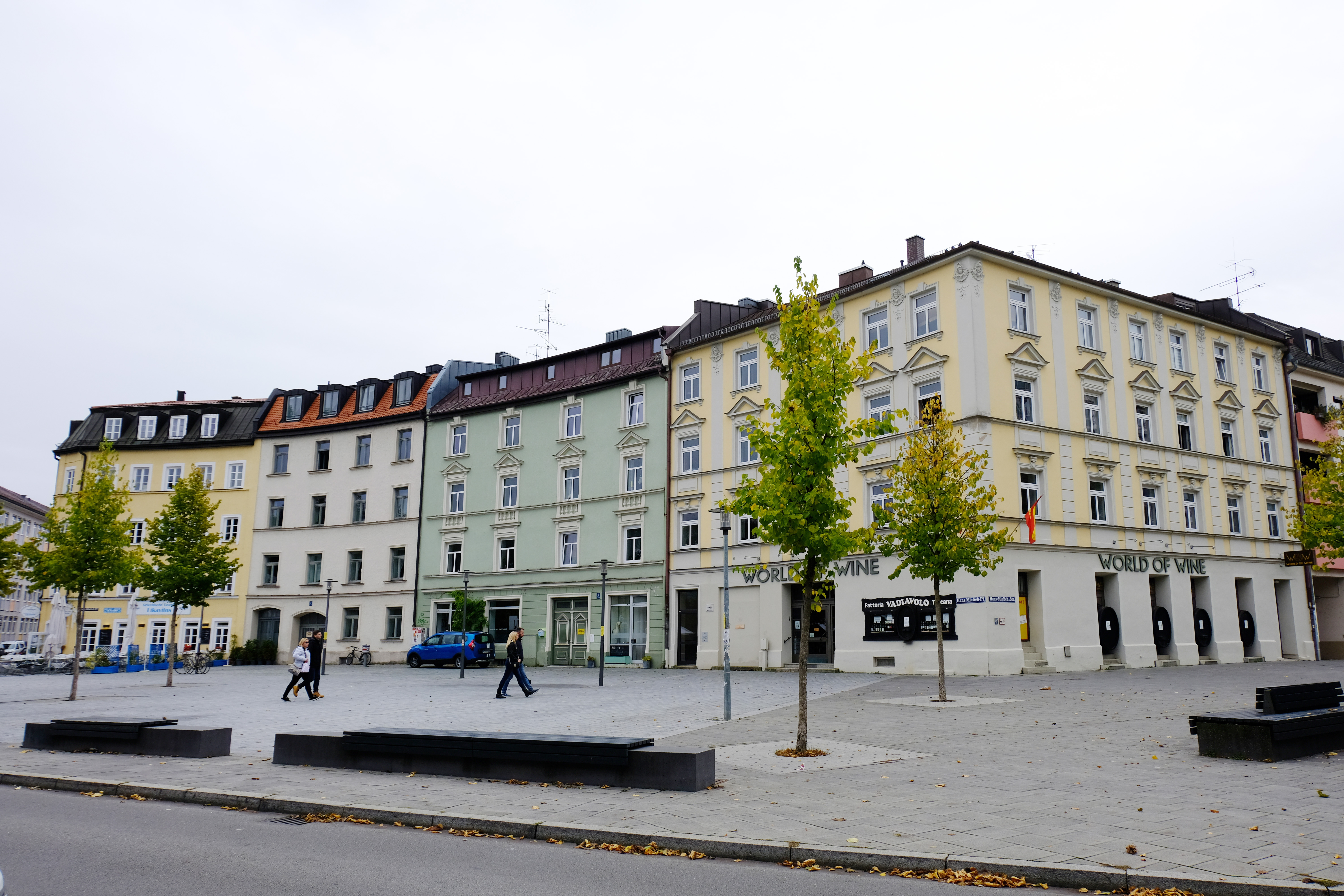
Der Hans-Mielich-Platz (2019)

Die Bürgerinitiative „Mehr Platz zum Leben“, ein Agenda 21 Projekt, hat sich seit 1997 mit diversen Aktionen und Stadtteilfesten für die Umgestaltung des Hans-Mielich-Platzes eingesetzt, hat den Wochenmarkt initiiert, etliche Christbäume aufgestellt und alle zum gemeinsamen Schmücken am Platz eingeladen und so einen kulturellen Ortskern geschaffen. 2011 wurde der Platz umgestaltet und ist jetzt eine 8500 m² große vielgestaltige Fläche mit Kinderspielplatz und einem von der Bürgerinitiative organisierten Freiluftschach, gespendet vom Schach-Club des FC Bayern. 2008 gründete sie das Kunstforum HMP, temporäre Kunst im öffentlichen Raum mit zahlreichen Ausstellungen, um so zur Belebung vor Ort beizutragen. In der Vergangenheit hat die Bürgerinitiative den Gehweg in der Hans-Mielich-Str. zurückerobert und die Straße und den Candidplatz mit „Mini-Gärten“ verschönert. Die Eröffnung ihres Skulpturenparks mit Aufstellung des „Mini-Maibaum der Kommunikation“ im Biergarten der Gaststätte Siebenbrunn fand viel Beifall. Mit Hörspaziergängen durchs Viertel und „Ramadama“-Aktionen vermittelt sie Nachhaltigkeit und mit generationenverbindenden Pflanz-, Mal- und Kunstveranstaltungen sorgt sie für Vernetzungen im Viertel.

### Eichenpfad Vollmarpark
Im Rahmen des Projekts „Eichen der Welt“ wurde im Vollmarpark zwischen dem Durchgangsweg Eschenstraße/Strohblumenweg und der Eichthalstraße ein Eichenpfad angelegt. Dieser besteht aus elf Baumgruppen zu je einer heimischen und zwei Exemplaren einer nichtheimischen Eichenart. Ein Ziel des Projekts ist es, die Klimawandelresistenz bestimmter Eichenarten am Standort München zu testen. Anlage und Pflege wurden durch Spenden finanziert.

### Burschenverein Harlaching
Am 25. Mai 2008 wurde der Burschenverein Harlaching gegründet. Der Verein hat sich die bayrische Brauchtumspflege zum Ziel gesetzt und zeigt auch soziales Engagement. Mittlerweile zählt der noch junge Verein über 70 Mitglieder. Seit 2009 findet jährlich im Mai das Burschenfest des BV-Harlachings statt.

### TSV Turnerbund München
Der TSV Turnerbund München e. V., 1882 gegründet, ist mit seinen ca. 3.400 Mitgliedern und insgesamt zwölf Abteilungen einer der größten und ältesten Breitensportvereine in München. Er bietet seinen Mitgliedern ein umfassendes und vielfältiges Programm vom Kleinstkinderturnen bis zum Seniorensport und ist durch internationale Erfolge auch im europäischen Raum bekannt.

## Bauwerke und Infrastruktur

### Stadion an der Grünwalder Straße
Auf „Giesings Höhen“ an der Ecke Candidstraße (Mittlerer Ring) und Grünwalder Straße steht seit 1911 als Fußballstadion genutzte Stadion an der Grünwalder Straße. 1925 wurde es ausgebaut. Es ist eng verbunden mit der Geschichte des TSV 1860 München. Von 1963 bis 1972 fanden hier die Bundesliga- und Europapokalspiele des TSV, aber auch des FC Bayern München statt. Der im Volksmund Sechzger-Stadion genannte Bau wurde während der Bayernligazeit des TSV zum Sinnbild für die Treue der Fans zu ihrem Verein. Der Umzug der Löwen ins Olympiastadion führte zu vereinsinternen Krisen. Für die Saison 2004/05 kehrte der TSV vorübergehend in das „Grünwalder“ zurück. Seit dem Abstieg in den Amateurbereich 2017 ist das Stadion erneut die Spielstätte des TSVs. Giesing ist eine Münchner Fußballhochburg, da beide großen Vereine ihre Trainingsplätze und Geschäftsstellen im Viertel haben.

### Markt
Als Wochenmarkt wird in der Regel mittwochs zwischen 14 und 18 Uhr am Mangfallplatz ein Bauernmarkt abgehalten, donnerstags zwischen 13 und 18 Uhr ein Wochenmarkt am Hans-Mielich-Platz.

### Baudenkmäler
Das Kutscherviertel in Untergiesing befindet sich zwischen der U-Bahnhof Kolumbusplatz und dem Schyrenbad. Es war das Viertel für Lohnkutscher, Gänsemäster und Geflügelhändler. Einige der typisch einstöckigen Gebäude aus der Zeit um 1840 waren bis 2011 noch erhalten, wurden aber zugunsten des Neubaus eines Mehrfamilienhauses abgerissen.

## Politik
- SPD: 5
- Grüne: 10
- FW/ÖDP: 2
- FDP: 1
- CSU: 6
- AfD: 1

Der Bezirksausschuss von Untergiesing-Harlaching wurde zuletzt am 15. März 2020 gewählt. Die Sitzverteilung lautet wie folgt: Grüne 10, CSU 6, SPD 5, FW/ÖDP 2, FDP 1 und AfD 1. Von den 40.283 stimmberechtigten Einwohnern von Untergiesing-Harlaching haben 21.242 von ihrem Wahlrecht Gebrauch gemacht, womit die Wahlbeteiligung bei 52,7 Prozent lag.

## Statistik
(Stand jeweils am 31. Dezember, Einwohner mit Hauptwohnsitz)
| Jahr | Einwohner | davon Ausländer | Einwohner je km² |
| ---- | --------- | --------------- | ---------------- |
| 2000 | 46.153    | 08.717 (18,9 %) | 5.726            |
| 2001 | 46.580    | 08.892 (19,1 %) | 5.779            |
| 2002 | 46.495    | 08.949 (19,2 %) | 5.769            |
| 2003 | 46.706    | 09.149 (19,6 %) | 5.795            |
| 2004 | 46.462    | 08.979 (19,3 %) | 5.765            |
| 2005 | 46.857    | 09.196 (19,6 %) | 5.814            |
| 2006 | 48.075    | 09.337 (19,4 %) | 5.963            |
| 2007 | 48.990    | 09.659 (19,7 %) | 6.072            |
| 2008 | 49.391    | 09.765 (19,8 %) | 6.131            |
| 2009 | 48.911    | 09.263 (18,9 %) | 6.071            |
| 2010 | 49.502    | 09.574 (19,3 %) | 6.144            |
| 2011 | 50.455    | 10.179 (20,2 %) | 6.263            |
| 2012 | 51.180    | 10.649 (20,8 %) | 6.353            |
| 2013 | 51.937    | 11.400 (21,9 %) | 6.446            |
| 2014 | 52.452    | 11.839 (22,6 %) | 6.510            |
| 2015 | 53.377    | 12.929 (24,2 %) | 6.625            |
| 2016 | 54.050    | 13.534 (25,0 %) | 6.709            |
| 2017 | 52.600    | 12.346 (23,5 %) | 6.529            |
| 2018 | 53.184    | 12.832 (24,1 %) | 6.601            |
| 2019 | 53.243    | 12.908 (24,2 %) | 6.609            |
| 2020 | 52.940    | 12.699 (24,0 %) | 6.571            |
| 2021 | 52.999    | 12.828 (24,2 %) | 6.578            |
| 2022 | 54.068    | 13.777 (25,5 %) | 6.711            |
| 2023 | 53.909    | 13.542 (25,1 %) | 6.691            |
| 2024 | 54.067    | 13.902 (25,7 %) | 6.710            |

Quelle mit weiteren Daten